# Morte de Breonna Taylor
Breonna Taylor, uma norte-americana de 26 anos, foi morta a tiros por policiais do Departamento de Polícia Metropolitana de Louisville (LMPD) na madrugada de 13 de março de 2020, quando o sargento Jonathan Mattingly, o detetive Brett Hankison e o detetive Myles Cosgrove entraram à paisana em seu apartamento em Louisville, Kentucky, quando cumpriam um "no-knock warrant". Outro policial e um tenente do LMPD estavam em cena quando o mandado foi executado. Houve trocas de tiros entre o namorado de Taylor, Kenneth Walker, e policiais do LMPD que entraram no apartamento. Taylor foi baleada oito vezes, e Mattingly foi ferido por tiros. Nenhuma droga foi encontrada no apartamento. Sua morte, juntamente com a de George Floyd, provocou protestos em todo o mundo em apoio ao Black Lives Matter.
A investigação do LMPD centrou-se em duas pessoas que já estavam sob custódia da polícia e suspeitavam da venda de substâncias controladas em uma boca de fumo a mais de 16 quilômetros de distância. Uma das pessoas sob custódia, Jamarcus Glover, tinha um relacionamento anterior com Taylor. O mandado de busca incluía a residência de Taylor porque havia suspeita de uso de drogas no local e porque um carro registrado em nome de Taylor havia sido visto estacionado em várias ocasiões em frente à casa de Glover.
Segundo a polícia, Walker teria disparado primeiro, ferindo um policial, o que fez com que a polícia revidasse. De acordo com uma "reclamação por morte injustificada" movida contra a polícia pelo advogado da família Taylor, os policiais entraram na casa sem bater ou anunciar que eram policiais e alegadamente abriram fogo com total desrespeito ao valor da vida humana.

## Pessoas envolvidas
- Breonna Taylor (5 de junho de 1993 — 13 de março de 2020) nasceu em Grand Rapids, Michigan. Seus pais eram Tamika Palmer e Troy Herrod. Formou-se na Western High School e passou a estudar na Universidade de Kentucky. Era técnica médica de emergência[12] e trabalhou em dois hospitais, o Hospital Judaico da Universidade de Louisville e o Norton Healthcare. No momento de sua morte, estava trabalhando para a Universidade de Saúde de Louisville Health.[12][13][14] Foi sepultada em 21 de março de 2020.[13]
- Kenneth Walker era o namorado de Taylor e morava com ela no apartamento.
- Jonathan Mattingly é um sargento da polícia do LMPD que ingressou no departamento em 2000.[3]
- Brett Hankison é um detetive à paisana de LMPD.[3]
- Myles Cosgrove é um detetive à paisana de LMPD.[3]

## Tiroteio
Logo após a meia-noite de 13 de março de 2020, a polícia de Louisville entrou no apartamento de Breonna Taylor e Kenneth Walker usando um aríete para abrir a porta. A polícia estava investigando dois homens que eles acreditavam estar vendendo drogas. A casa de Taylor / Walker foi incluída em um mandado de busca "no-knock", assinado pela juíza Mary M. Shaw do Circuito do Condado de Jefferson, supostamente baseado em declarações da polícia de que um dos homens usou o apartamento para receber pacotes. O suspeito de tráfico de drogas foi visto entrando no apartamento de Taylor em uma tarde de janeiro com um pacote do USPS antes de sair e dirigir para uma boca de fumo conhecida, e o mandado disse que um inspetor postal dos EUA confirmou que o homem estava recebendo pacotes no apartamento. O inspetor postal Tony Gooden disse que seu escritório havia dito à polícia que não havia pacotes de interesse sendo recebidos lá.
A polícia de Louisville declarou que eles se anunciaram ao entrar na casa depois de baterem várias vezes e dizerem que eram policiais de Louisville com um mandado de busca. Os vizinhos e a família de Taylor contestam isso, dizendo que não houve anúncio e que Walker e Taylor acreditavam que alguém estava invadindo, fazendo com que Walker agisse em legítima defesa. Walker disse em seu interrogatório policial que Taylor gritou várias vezes: "Quem é?" depois de ouvir um estrondo alto na porta, mas não recebeu resposta, e que ele então se armou. Walker, um porta-armas licenciado, atirou primeiro, atingindo um policial na perna. Em resposta, os policiais abriram fogo com mais de 20 tiros, atingindo objetos na sala de estar, sala de jantar, cozinha, corredor, banheiro e ambos os quartos. Taylor foi baleada pelo menos oito vezes e declarada morta no local. Nenhuma droga foi encontrada no apartamento. Segundo fontes anônimas que falaram ao WAVE3 News, um dos três policiais teria atirado cegamente do lado de fora da residência, através de uma janela com persianas e cortinas fechadas. As fontes disseram que não acreditam que Taylor tenha sido atingida por nenhuma das balas disparadas pelo policial que estava do lado de fora.

## Condenação
Em 1 de novembro de 2024, um dos envolvidos, o policial Brett Hankison, foi condenado pelo assassinato de Breonna por ter sido o único dos três que atirou várias vezes pela janela do apartamento sem ver quem estava do outro lado, principal motivo de sua condenação, baseada no "uso excessivo da força". Os promotores afirmaram que ele violou uma das principais regras a serem seguidas em caso de confronto armado: "jamais atirar em alguém que eles não possam ver". Hackinson pode pegar uma pena de prisão perpétua. Os outros dois policiais envolvidos, Jonathan Mattingly e Myles Cosgrove, já haviam sido liberados pela promotoria de qualquer acusação, por terem sido os que trocaram tiros diretamente com o suspeito Kenneth Walker.